# Mounira Mitchala

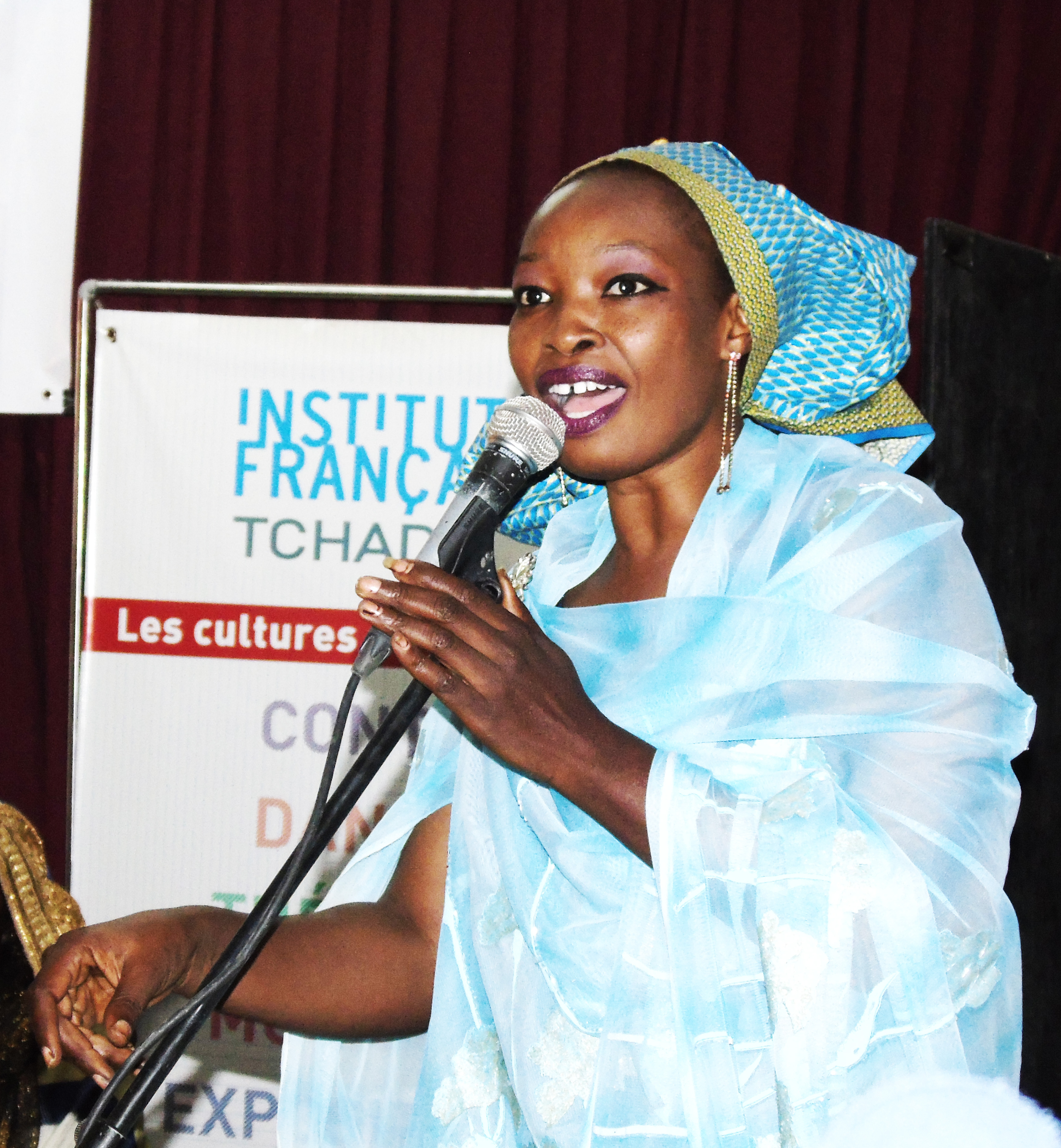
Mounira Mitchala (2018)

Mounira Mitchala (arabisch منيرة ميتشالا; geb. 19. September 1979 in N’Djamena), geboren als Mounira Khalil, auch bekannt unter ihrem Bühnennamen Sweet Panther, ist eine tschadische Sängerin, Autorin, Komponistin und Schauspielerin.

## Biographie
Mounira Khalil kam 1979 in der tschadischen Hauptstadt N’Djamena zur Welt. Ihr Vater Khalil Alio war Linguist und der ehemalige Rektor der Universität des Tschad. Wegen der Diktatur von Hissène Habré ging die Familie bis 1992 ins Exil, zunächst nach Deutschland und dann nach Nigeria. Ihre Schwester Salma Khalil Alio war die erste bekannte tschadische Cartoonistin und ist eine bekannte Autorin.
Von ihrem Vater lernte Mounira von klein auf die Rhythmen der 200 tschadischen Volksgruppen kennen, er brachte ihr auch den amerikanischen Blues und Jazz nahe. Im Jahr 1999 schrieb sie sich an der juristischen Fakultät ein, parallel zu ihrem Studium nahm sie Schauspielunterricht und schulte ihre Stimme. Im Jahr 2000 schrieb sie ihr erstes Lied auf Englisch und sang beim Musikfest im Duett mit Caleb von der tschadischen Vokalgruppe H'Sao.
Mounira nahm den Namen „Mitchala“, dem „sanften Panther“ an. Neben ihrem Studium gab Mounira an mehreren Abenden in der Woche Konzerte in der Bar eines Hotels in N’Djamena und begann, für im Tschad gastierende internationale Künstler wie dem Senegalesen Ismaël Lô, den Ivorer Tiken Jah Fakoly und die Malierin Oumou Sangaré als Backgroundsängerin zu fungieren.
Im Jahr 2004 wurde sie Gerichtsschreiberin am Gericht in Ndjamena. Diesen Beruf übt sie bis heute mit Genehmigung des Justizministeriums neben ihren künstlerischen Aktivitäten aus.
In der Anfangsphase ihrer Karriere hatte Mitchala kleinere Auftritte in mehreren tschadischen Filmen wie Daratt und Abouna von Mahamat-Saleh Haroun. Sie wurde national und international mit ihrem Lied „Talou Lena“ aus dem gleichnamigen Album bekannt. Mitchala singt auch mit traditionellen Rhythmen, die aus dem Zusammenfluss von nord- und zentralafrikanischer Musikkultur stammen und Mitchalas Musik zu einer einzigartigen Mischung machen. Sie nutzt diese Plattform, um Probleme in Afrika anzusprechen, insbesondere in Bezug auf ihr Heimatland Tschad. Mit ihren Worten prangert sie Zwangsheirat an, kämpft gegen das Vordringen der Wüste und den andauernden Darfur-Konflikt. Außerdem setzt sie sich für ein Ende des Bürgerkriegs in ihrem Land, der Diskriminierung von AIDS-Patienten und der Weibliche Genitalverstümmelung ein.

## Auszeichnungen
- 2007: Prix Découvertes RFI in Conakry[1]
- 2012: Beste weibliche Künstlerin bei den Kora Awards

## Veröffentlichungen (Alben)
- 2005: Talou Léna
- 2012: Chili Houritki